# エリザベス・コフィン
エリザベス・コフィン（Elizabeth Rebecca Coffin、1850年9月9日 - 1930年6月21日）はアメリカ合衆国の美術家。教育者である。

## 略歴
ニューヨーク市のブルックリン区で生まれた。クエーカー教徒の家族で、父親はナンタケット島の最初の入植者の子孫であった。ニューヨークのクエーカーの学校を卒業した後、女子学校、ヴァッサー・カレッジに入学し、オランダ人画家のヴァン・インゲン（Henry Van Ingen）の授業を受けた。カレッジで学位を得た後、1872年にオランダに渡り、デンハーグの王立美術アカデミーに、最初の女性学生として入学した。ハーグでは3年間学び。1876年にはヴァッサー・カレッジから修士号を受けた。ナンタケット島の生まれで、ヴァッサーカレッジの天文学の教授であったマリア・ミッチェルの指導を受け、ミッチェルとは生涯の友人となった。
アート・スチューデンツ・リーグ・オブ・ニューヨークやペンシルベニア美術アカデミーでも学び、トマス・エイキンズの指導も受けた。
1880年代から夏はナンタケット島で過ごすようになり、1900年からナンタケット島に完全に移り住んだ。アメリカの地方のありふれた日常を題材に描く「アメリカ・リージョナリズム」の画家の一人ともされる。捕鯨基地としての繁栄を失っていたナンタケット島の人々を描いた。1892年にナショナル・アカデミー・オブ・デザインの展覧会に出展された作品は、最も優れた女性作家の作品に贈られるノーマン・W・ダッジ賞を受賞した。コフィンはこの賞を1902年にも受賞した。1893年のシカゴ万国博覧会の展覧会にも出展した。ブルックリン・アート・ギルド（Brooklyn Art Guild）などの会員であった。
美術史家のコーナー（Holly Pyne Connor）によって、エレン・デイ・ヘール、メアリー・カサット、エリザベス・ナースといった女性芸術家とともに自立した女性芸術家、 "New Women" と位置づけられた。
ナンタケット島に住むようになってからは1898年に閉校になった島の実業学校の再建に力を注いだ。1903年に学校を再開し男女の学生を受け入れ、男子には木工や機械製図などを教え、女子には民芸品つくりや家事を教え、衰退していた島の経済の再建に貢献した。

## 作品

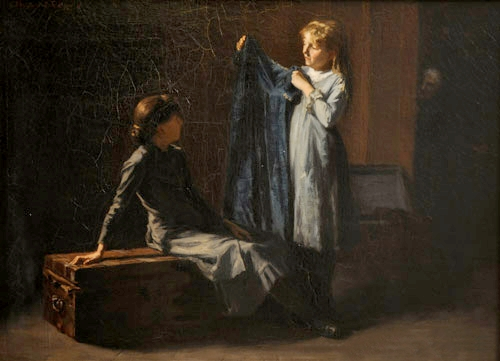
「おばあさんの物置部屋で」(1884)
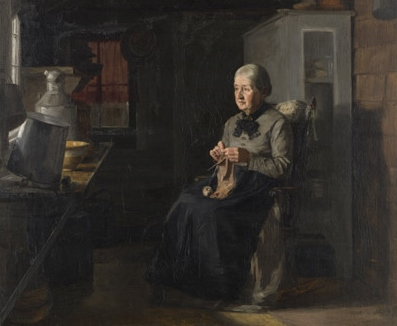
「海を向いた窓」(1886/1887)
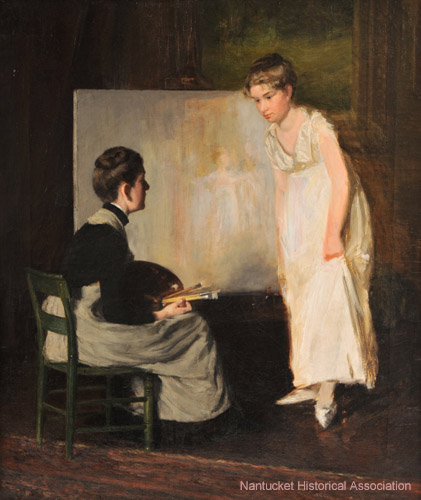
「モデルと話す画家」(未完)